# Chaud et froid (Gil Jourdan)
Chaud et froid est la quatorzième histoire de la série Gil Jourdan de Maurice Tillieux. Elle est publiée pour la première fois du no 1527 au no 1533 du journal Spirou. Puis est publiée dans l'album éponyme en 1969.

## Univers

### Personnages
- Gil Jourdan
- Libellule
- Jules Crouton
- Commissaire Bondo, de la police de Monte-Cavallo
- Andréos Anabasis : PDG des Entreprises Frigorifiques Réunies
- Le Gorille des Sassafras : lutteur

### Voitures remarquées
- Mercedes-Benz W111, voiture des bandits
- Peugeot 404, taxi

## Publication

### Revues
Les planches de Chaud et froid furent publiées dans l'hebdomadaire Spirou entre le 20 juillet et le 31 août 1967 (n°1527 à 1533).

### Album
La première édition de cet album fut publiée aux Éditions Dupuis en 1969 (dépôt légal 01/1969). On retrouve cette histoire dans Dix Aventures, le tome 4 de la série Tout Gil Jourdan (Dupuis - 1986), ainsi que dans le tome 3 de la série Gil Jourdan - L'intégrale (Dupuis - 2010).